# Farbfunktion
Die Farbfunktion (auch Auffassung der Farbe, Darstellungsfunktion von Farben, Einsatz der Farbe, Erscheinungsweise von Farben, Farbe-Gegenstands-Bezug, Farbgebrauch) beschreibt, mit welcher Absicht die Farbe in der Malerei – wie auch in Architektur, angewandter Kunst (Produktgestaltung, Werbung), Fotografie und im Film – verwendet wird. Die Farbe ist ein Informationsträger, durch die etwas Bestimmtes gezeigt oder ausgedrückt werden soll. Es lassen sich fünf Farbfunktionen unterscheiden: Gegenstandsfarbe, Symbolfarbe, Erscheinungsfarbe, Ausdrucksfarbe und absolute Farbe.

## 1. Gegenstandsfarbe
Die Gegenstandsfarbe oder Lokalfarbe (auch Dingfarbe, Eigenfarbe, farbiger Eigenwert, Gedächtnisfarbe, Körperfarbe, Lokalton, Materialfarbe, Objektfarbe) gibt die allgemeingültige, gewusste, objektive Materialfarbe bzw. Oberflächenfarbe von Gegenständen wieder – meist mit Eigenschatten, Modellierung und Spitzlicht. Es ist die Farbigkeit, die im mittleren, natürlichen, weißen Tageslicht erkennbar ist. Eine besonders einfache Variante der Gegenstandsfarbe findet man unter anderem bei Piktogrammen oder Vektorgrafiken. Die Farbe ist flächig, ohne Variationen aufgetragen. Der Apfel ist einfarbig rot.
Die Gegenstandsfarbe findet Verwendung in der naturalistischen Malerei, vor allem in der Renaissance, im Barock, Klassizismus, in der Romantik, im Realismus, Surrealismus und Fotorealismus, wie auch in Architektur, Druckmedien, Fotografie, Film und Werbung.
Unser visuelles Wahrnehmungssystem weist eine Farbkonstanz (chromatische Adaption) auf, d. h. ein bekannter Gegenstand besitzt für uns – unabhängig von Beleuchtungsunterschied, Blickwinkel, Entfernung, Helligkeit, Schatten und Umgebung – im Wesentlichen eine gleichbleibende Farbe. Diese Farbe entspricht der Gegenstandsfarbe. Gras erscheint auch im rötlichen Abendlicht grün. Die Farbkonstanz beim Sehen entspricht dem Weißabgleich von Film- und Fotokameras.

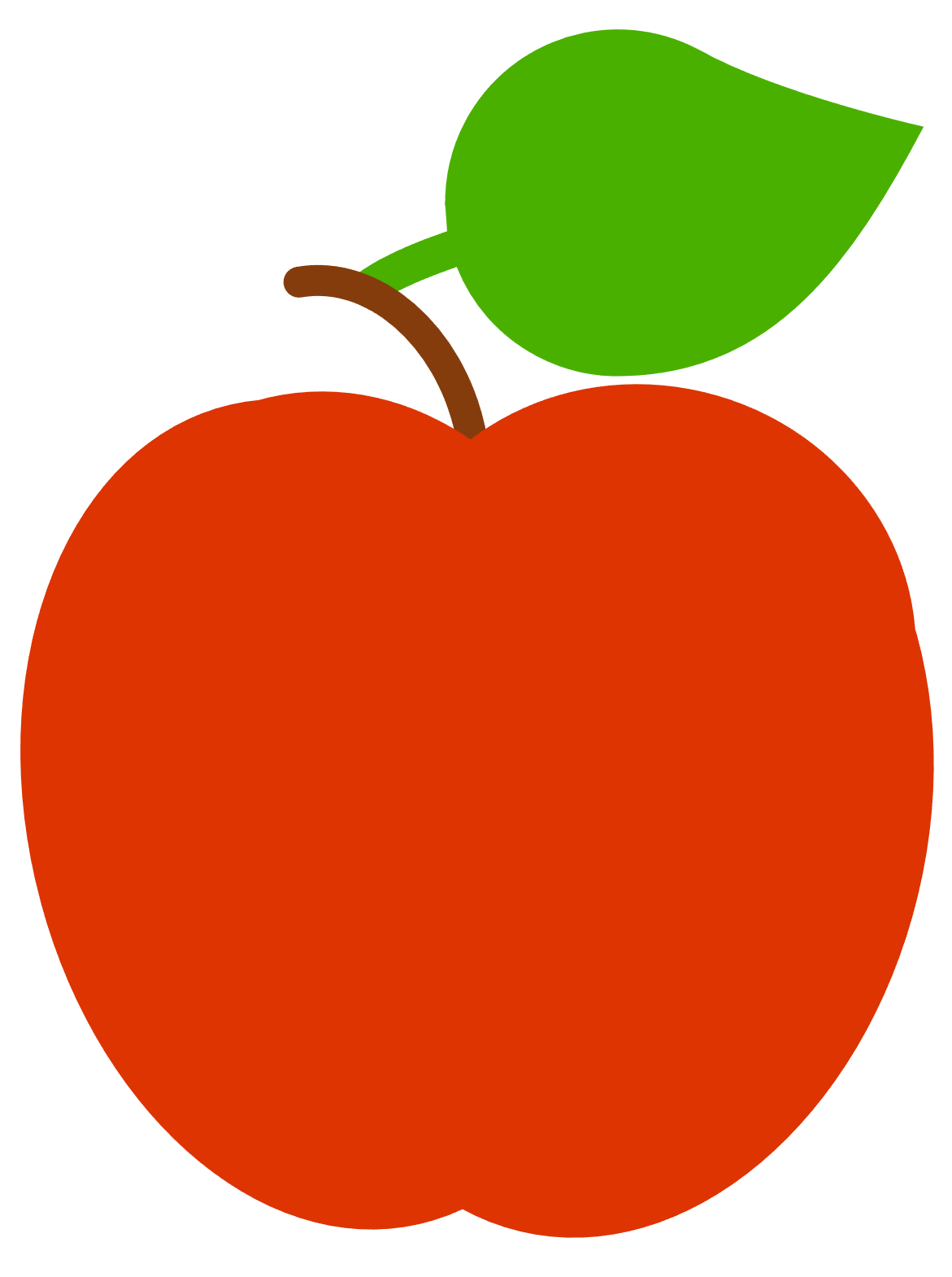
Piktogramm: Die Gegenstandsfarbe in ihrer einfachsten Form weist einfarbige Flächen auf ohne Schattierungen und Variationen. Der Apfel ist rot, der Stiel braun und das Blatt grün.
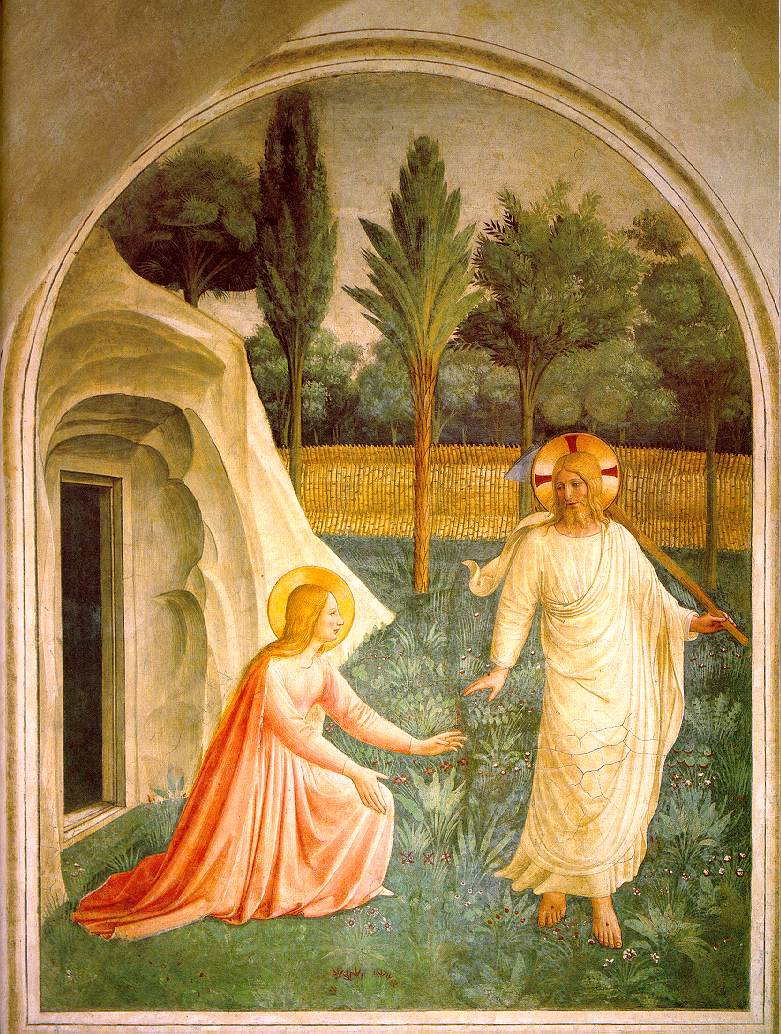
Gotik: Fra Angelico: Noli me tangere, 1438. Fra Angelico stellt die Gegenstände in ihrer Gegenstandsfarbe dar mit Hell-Dunkel-Schattierungen.
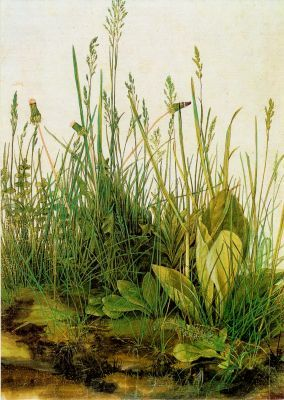
Renaissance: Albrecht Dürer: Das große Rasenstück, 1503.
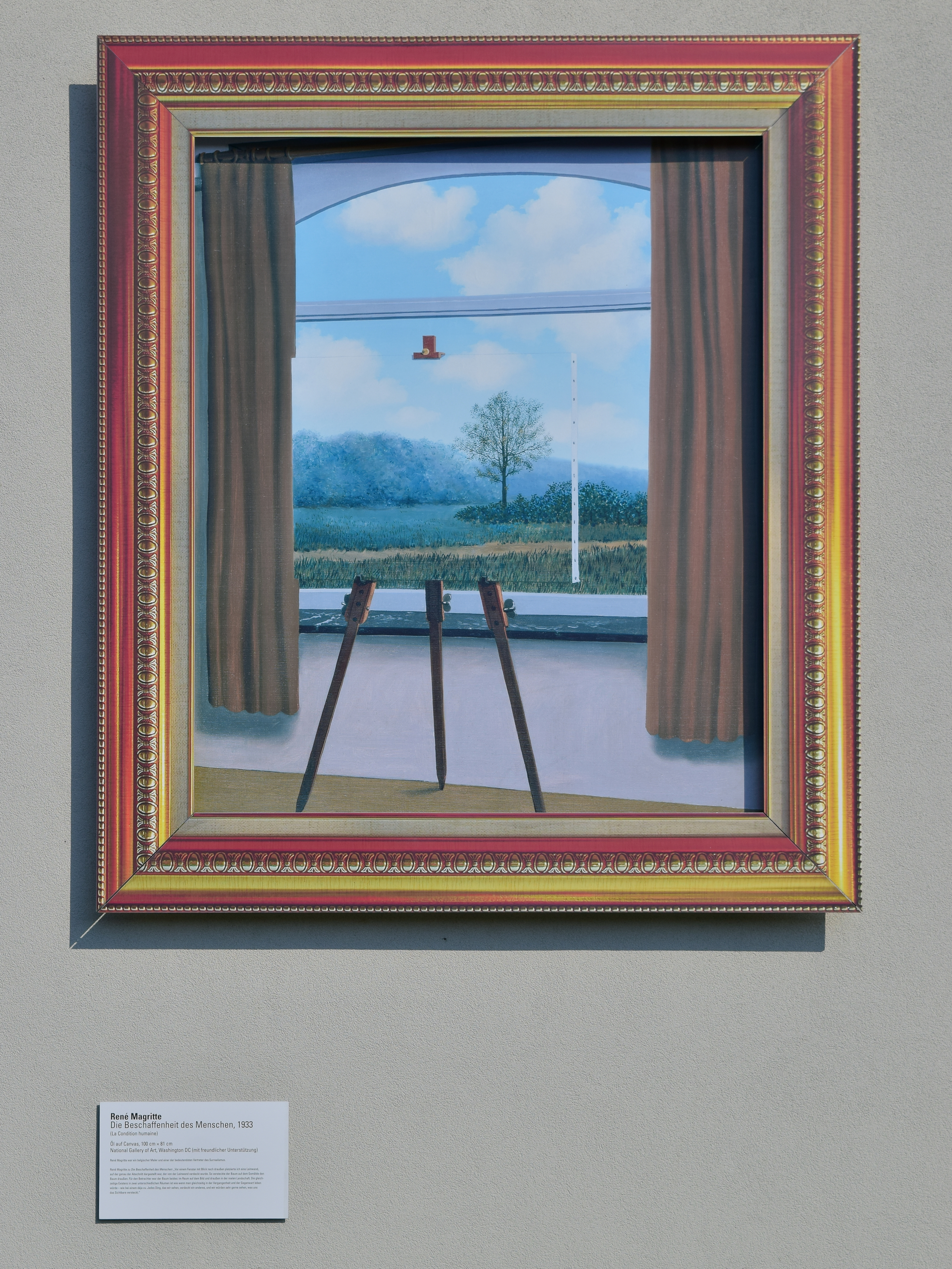
Malerei nach René Magritte: Die Beschaffenheit des Menschen, 1933. Surrealismus.
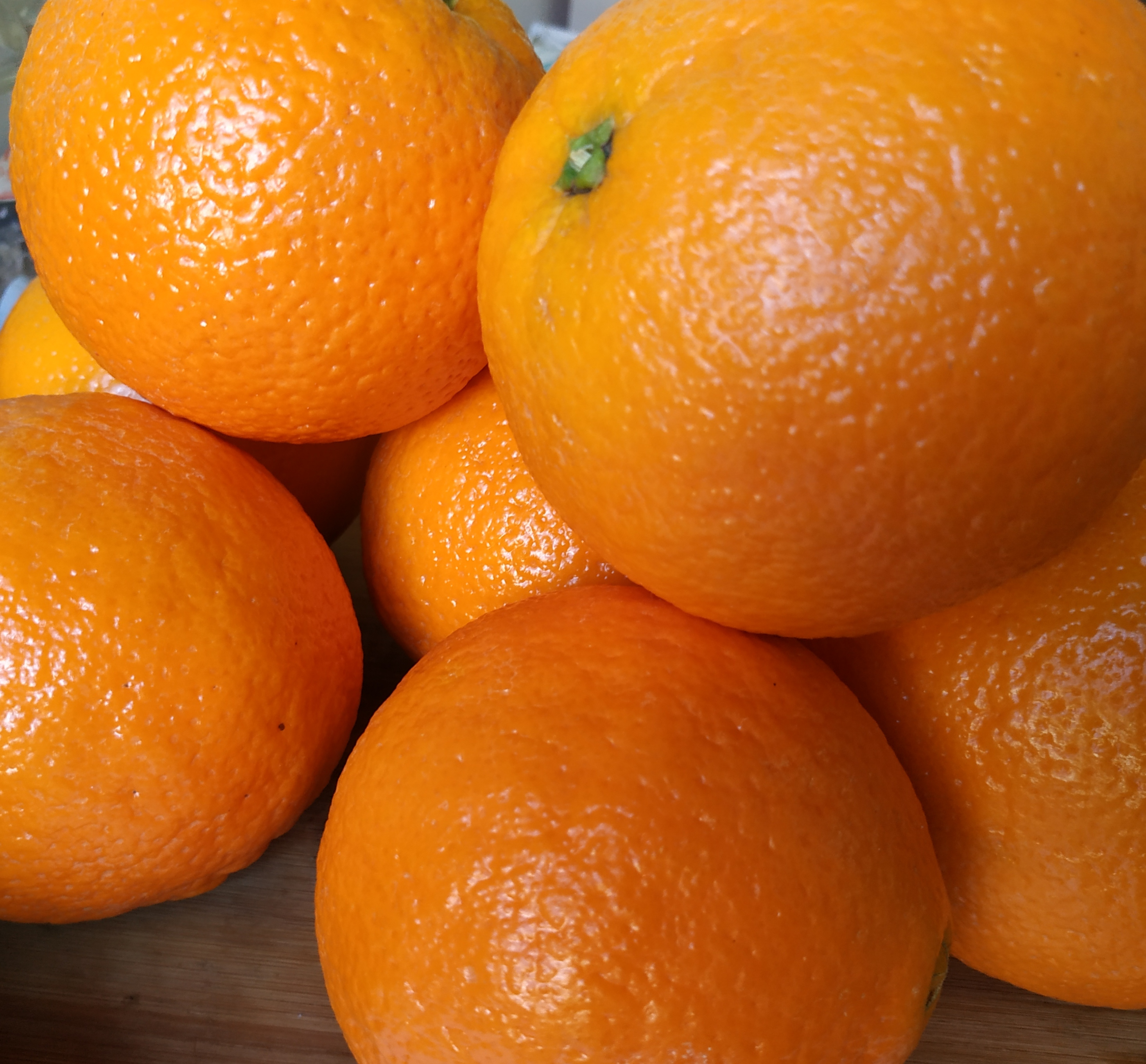
Fotografie: In neutralem Licht sind Apfelsinen orangefarben. Mit Eigenschatten und Spitzlicht erscheint das Orange abgedunkelt oder aufgehellt.

## 2. Symbolfarbe
Die Symbolfarbe (auch symbolhafte Farbe) macht abstrakte Begriffe, menschliche Eigenschaften, Erscheinungen oder bestimmte Werte sichtbar. Meist ist sie durch gesellschaftlich festgelegte Konventionen vereinbart, kann aber auch realitätsbezogen oder individuell subjektiv festgelegt sein. Die Bedeutung der Symbolfarbe hängt ab vom Kulturkreis, von Ort und Zeit, aber auch von der Bedeutung des Gegenstandes, der die Farbe trägt. In der christlichen Farbsymbolik tragen zum Beispiel bestimmte Personen Kleidungen in bestimmten Symbolfarben. So steht der blaue Mantel bei Maria für ihre Verbindung zum Himmel, zum Göttlichen und für ihren festen Glauben und ihre Reinheit. Eine grüne Wiese steht z. B. für Fruchtbarkeit, Hoffnung, Sanftheit und neues Wachstum.
Die Symbolfarbe findet Verwendung vor allem im Mittelalter (Romanik und Gotik), in der religiösen Malerei, im volkstümlichen Brauchtum oder in festen Zusammenhängen (wie bei Flaggen, Parteien und Wappen).

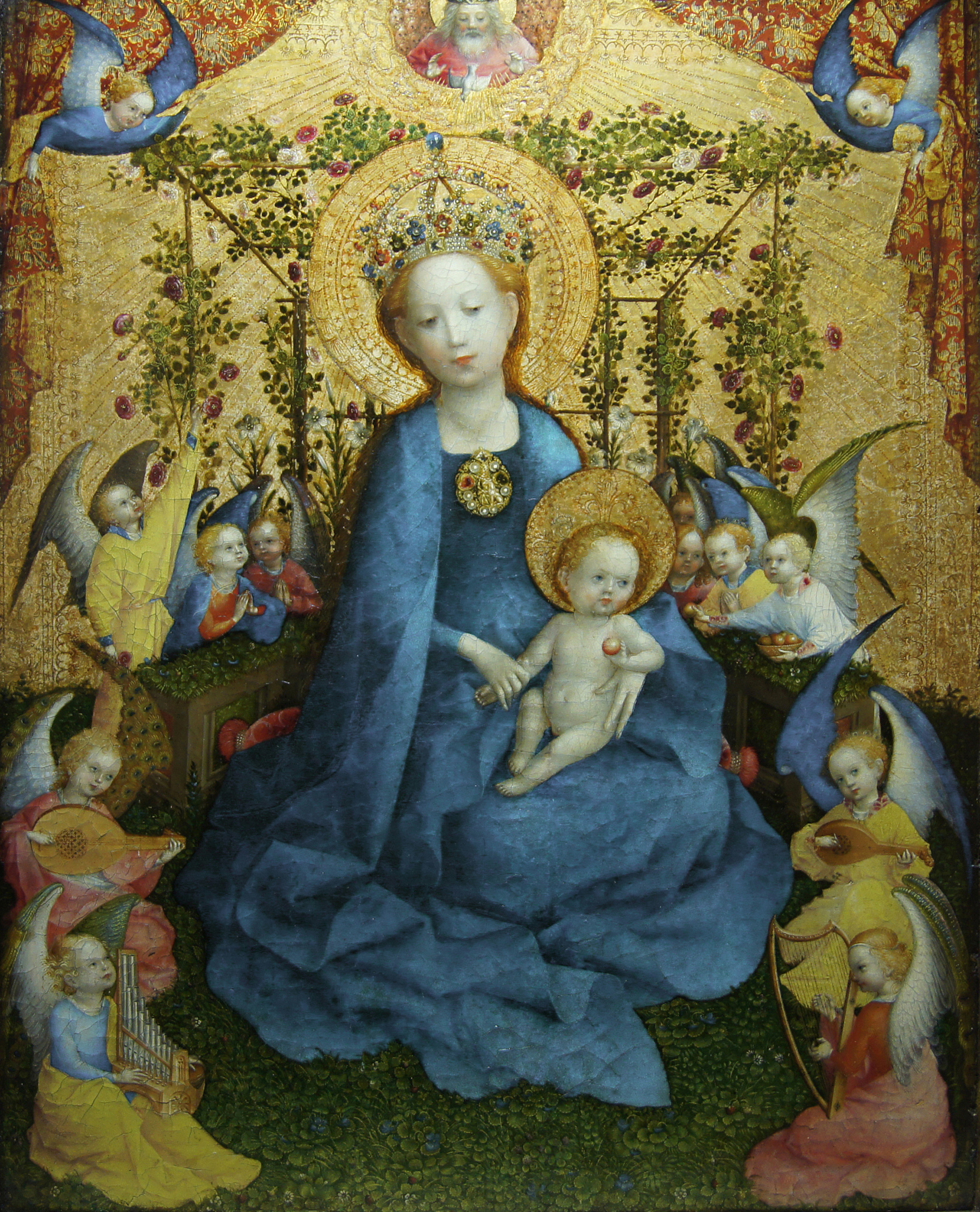
Stefan Lochner: Madonna im Rosenhag, etwa 1448. Der goldene Hintergrund steht für Heiligkeit, Kostbares, Überirdisches und die Majestät und Vollkommenheit Gottes.
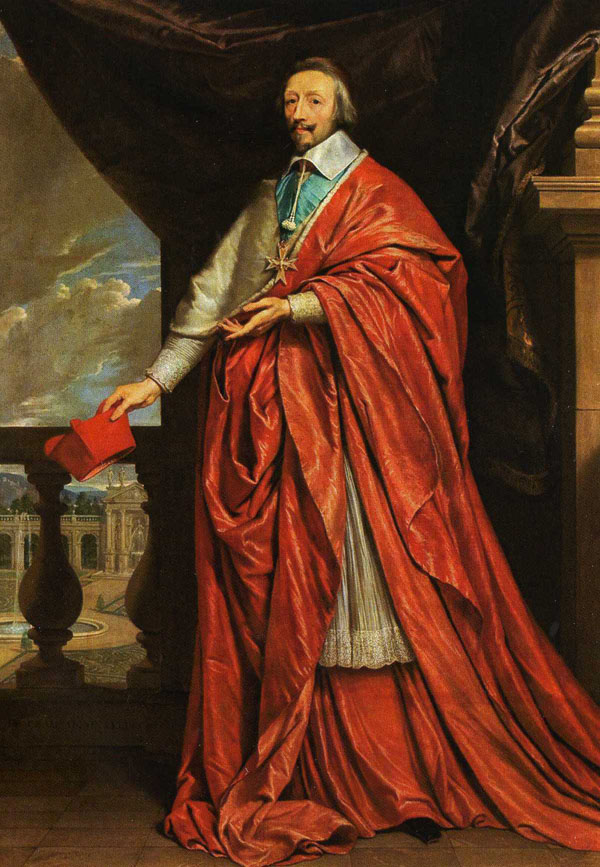
Philippe de Champaigne: Portrait von Kardinal Richelieu, zwischen 1635 und 1640. Das Rot symbolisiert Einfluss, Macht und Reichtum.
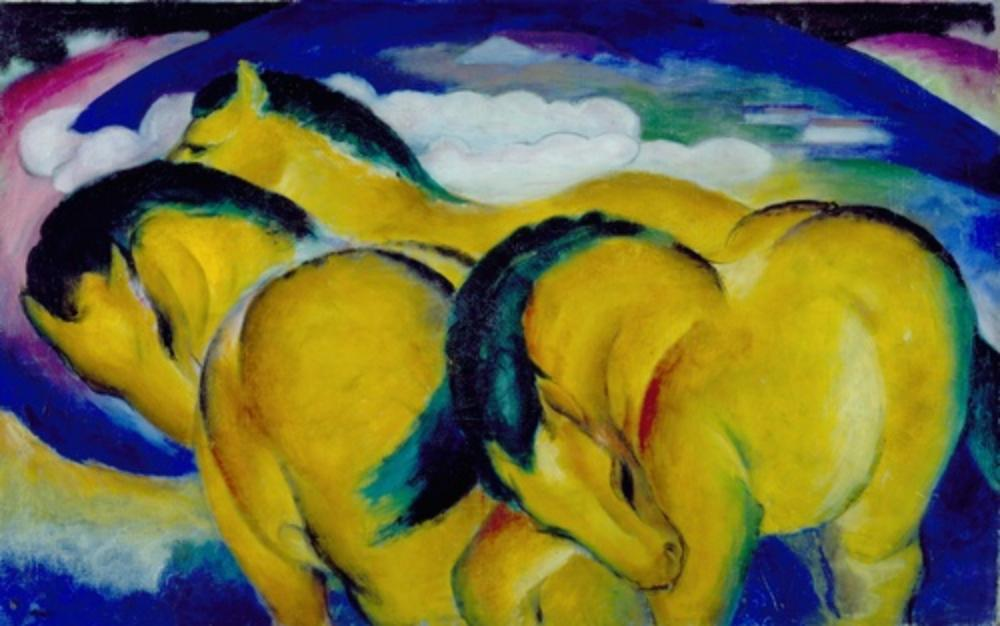
Franz Marc: Die kleinen gelben Pferde, 1912. Die Farben sind individuelle Symbolfarben des Künstlers. Gelb symbolisiert das weibliche Prinzip, Heiterkeit, Sanftheit und Sinnlichkeit. Blau steht für das männliche Prinzip, Herbheit und Vergeistigung.
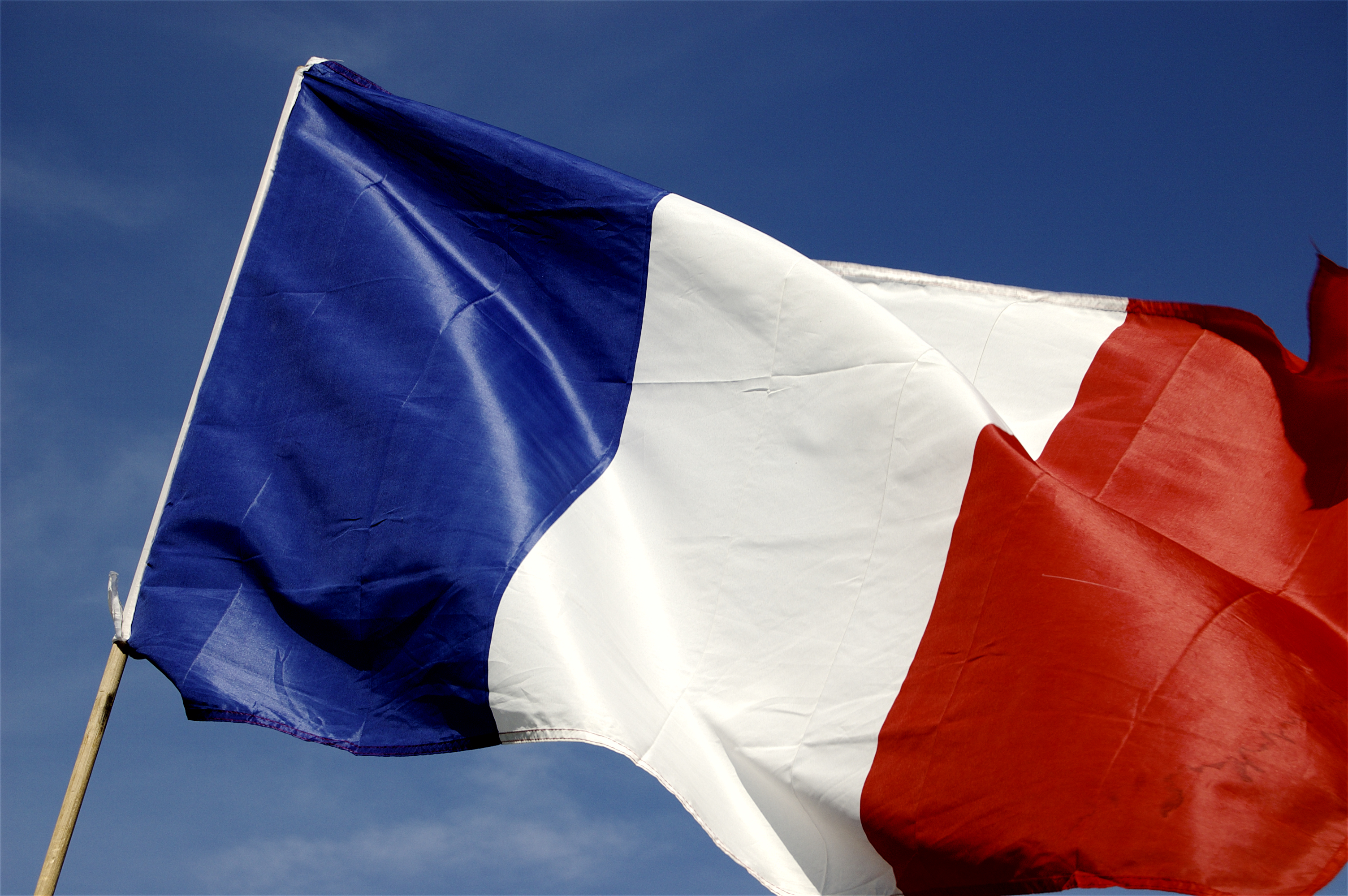
Flagge Frankreichs: Die drei Farben der Trikolore symbolisieren seit der Französischen Revolution die Maximen Freiheit (Blau), Gleichheit (Weiß) und brüderliche Liebe (Rot).

## 3. Erscheinungsfarbe
Die Erscheinungsfarbe (auch Reflexfarbe) ist die momentane Farbe eines Gegenstandes unter bestimmten, wechselnden, atmosphärischen Verhältnissen. Je nach momentanen, äußeren Einflüssen weist ein und derselbe Gegenstand immer wieder andere Farben auf. Grünes Gras erscheint z. B. im Abendlicht rötlich. Für die Erscheinungsfarbe sind drei Faktoren verantwortlich.
1. Die momentane Beleuchtungssituation (Lichtverhältnisse) beeinflusst die Farbe eines Gegenstandes. Sie ist abhängig von Tageszeit, Wetter, Jahreszeit und von der Lichtquelle (z. B. Fackel, Kerze oder Sonne).
2. Außerdem spielt die Umgebung eine Rolle. Die Reflexe umgebender Gegenstände und der Simultankontrast, physiologisch bedingt durch angrenzende Farben, beeinflussen die Farbe.
3. Schließlich ist die Luftperspektive bedeutsam. Mit zunehmendem Abstand zu den Betrachtenden erscheinen z. B. bei sonnigem Wetter entfernte Gegenstände (Berge) blauer und heller.

Besonders anschaulich verdeutlicht der Impressionist Claude Monet in seinen Bilderserien die Erscheinungsfarbe. So malt er 31-mal die gleichen Getreideschober in der Nähe von Giverny in unterschiedlicher Beleuchtung.
Die Erscheinungsfarbe findet Verwendung vor allem im Impressionismus. Im Pointillismus zeigt sich die Erscheinungsfarbe als Resultat des Verstandes. Die Künstlerinnen und Künstler zerlegen die Gegenstandsfarbe nach dem Gesetz der additiven Farbmischung in ihre Bestandteile und setzen diese als unterschiedlich farbige Punkte auf die Leinwand.

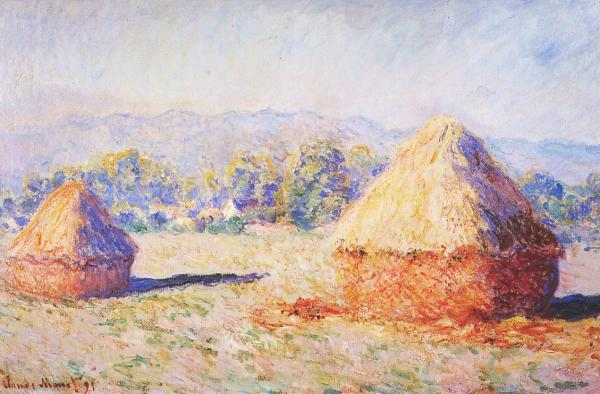
Claude Monet: Getreideschober in der Morgensonne, zwischen 1890 und 1891.
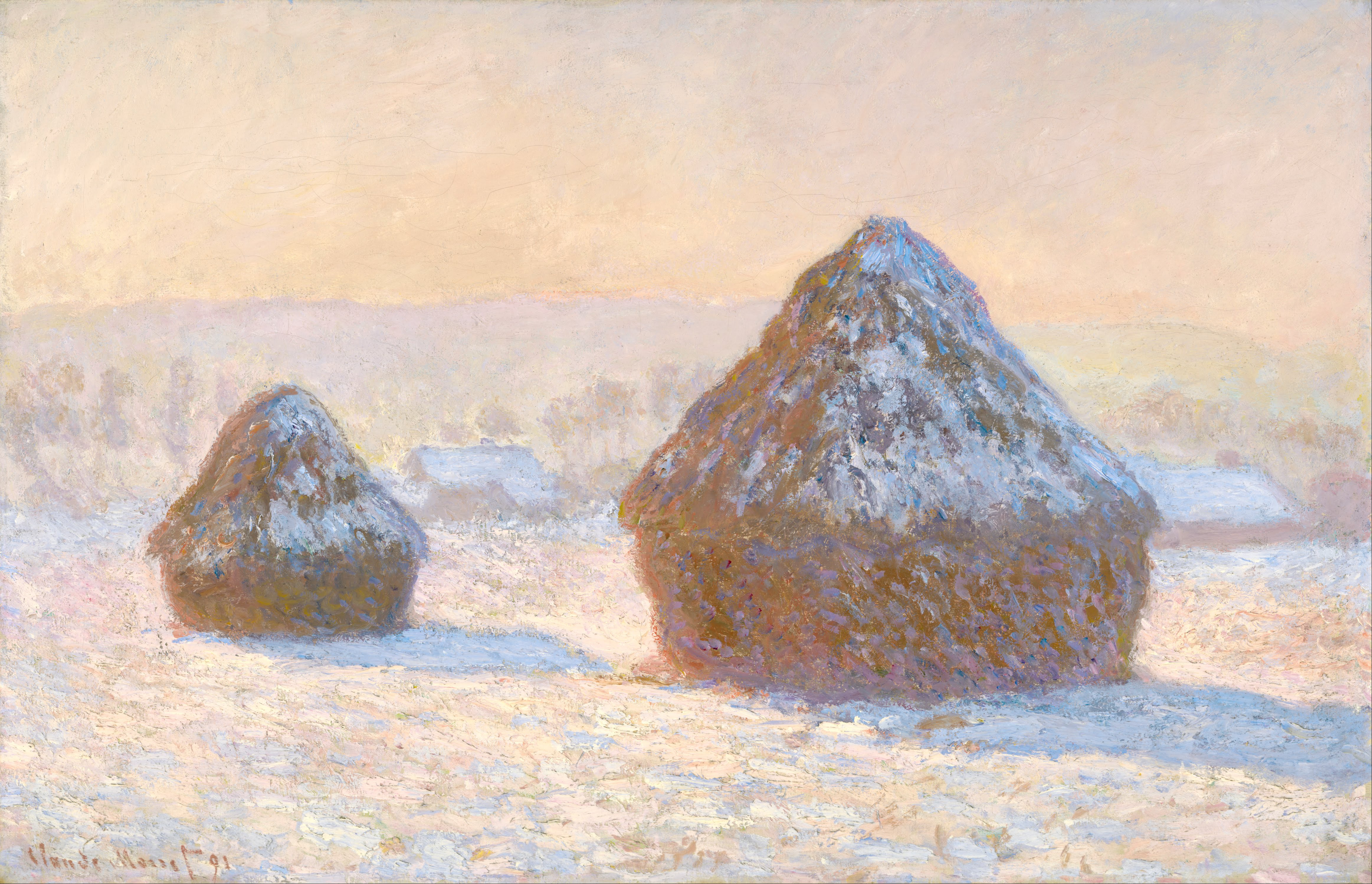
Claude Monet: Verschneite Getreideschober an einem Wintermorgen, 1891.
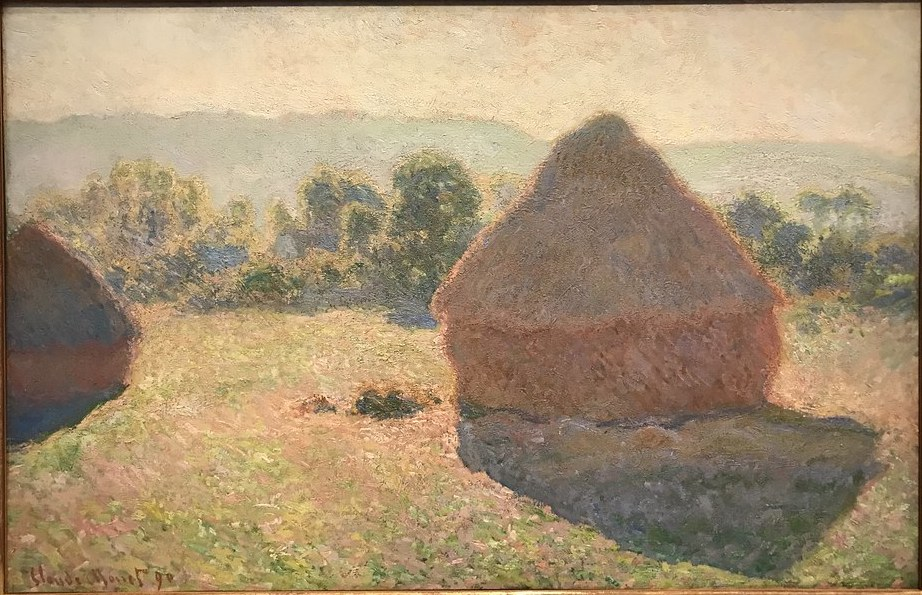
Claude Monet: Getreideschober in der Mittagssonne, 1890/91.
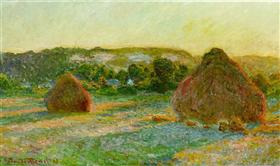
Claude Monet: Getreideschober an einem Spätsommerabend, 1890/91.
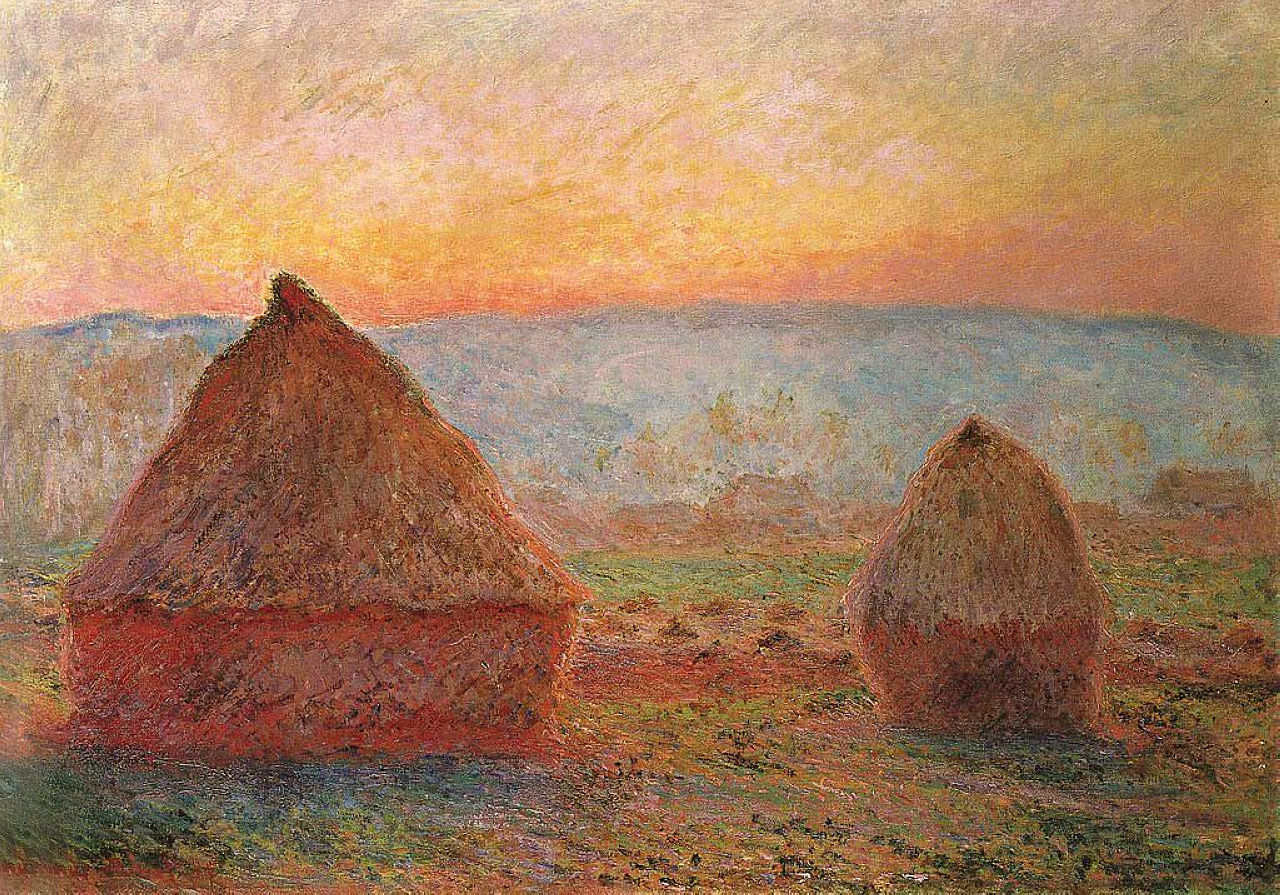
Claude Monet: Getreideschober bei Sonnenuntergang, 1888 bis 1889.
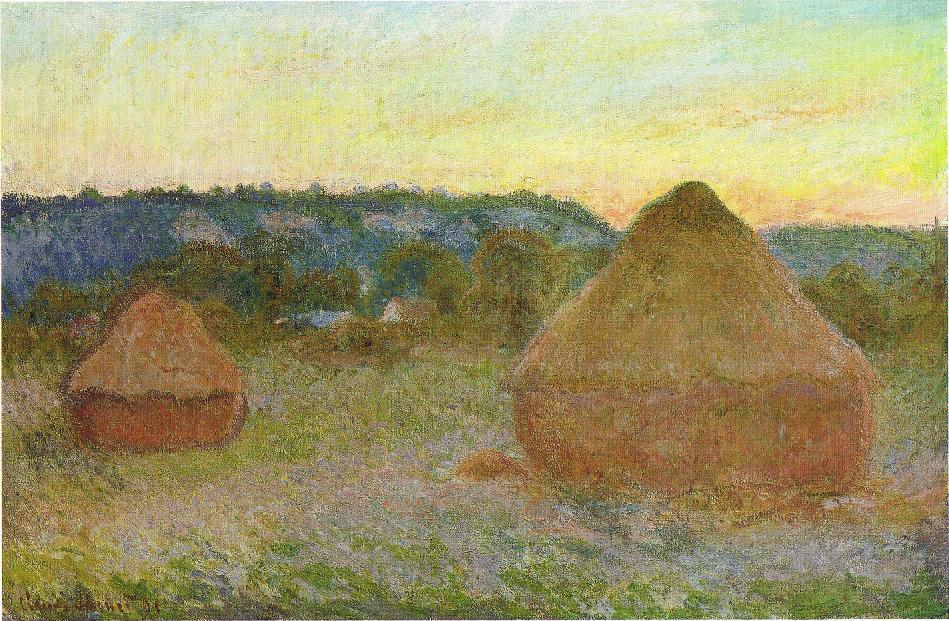
Claude Monet: Getreideschober an einem Herbstabend, 1890/91.

## 4. Ausdrucksfarbe
Die Ausdrucksfarbe (auch Anmutungsqualität einer Farbe, Gefühlsfarbe, Stimmungsfarbe, Wirkfarbe) kann von der objektiven Gegenstandsfarbe stark abweichen. Die Ausdrucksfarbe ist ein Stimmungsträger, bei dem die emotionale oder psychologische Wirkung eine Rolle spielt. Künstlerinnen und Künstler wählen die Farben, um allgemeine ästhetische Empfindungen, Stimmungen, seelische Zustände oder ihre eigenen, subjektiven Gefühle sichtbar zu machen. Entsprechend ist sie abhängig vom historischen, kulturellen und individuellen Umfeld.
Die Ausdrucksfarbe findet Verwendung vor allem im Expressionismus oder Fauvismus.

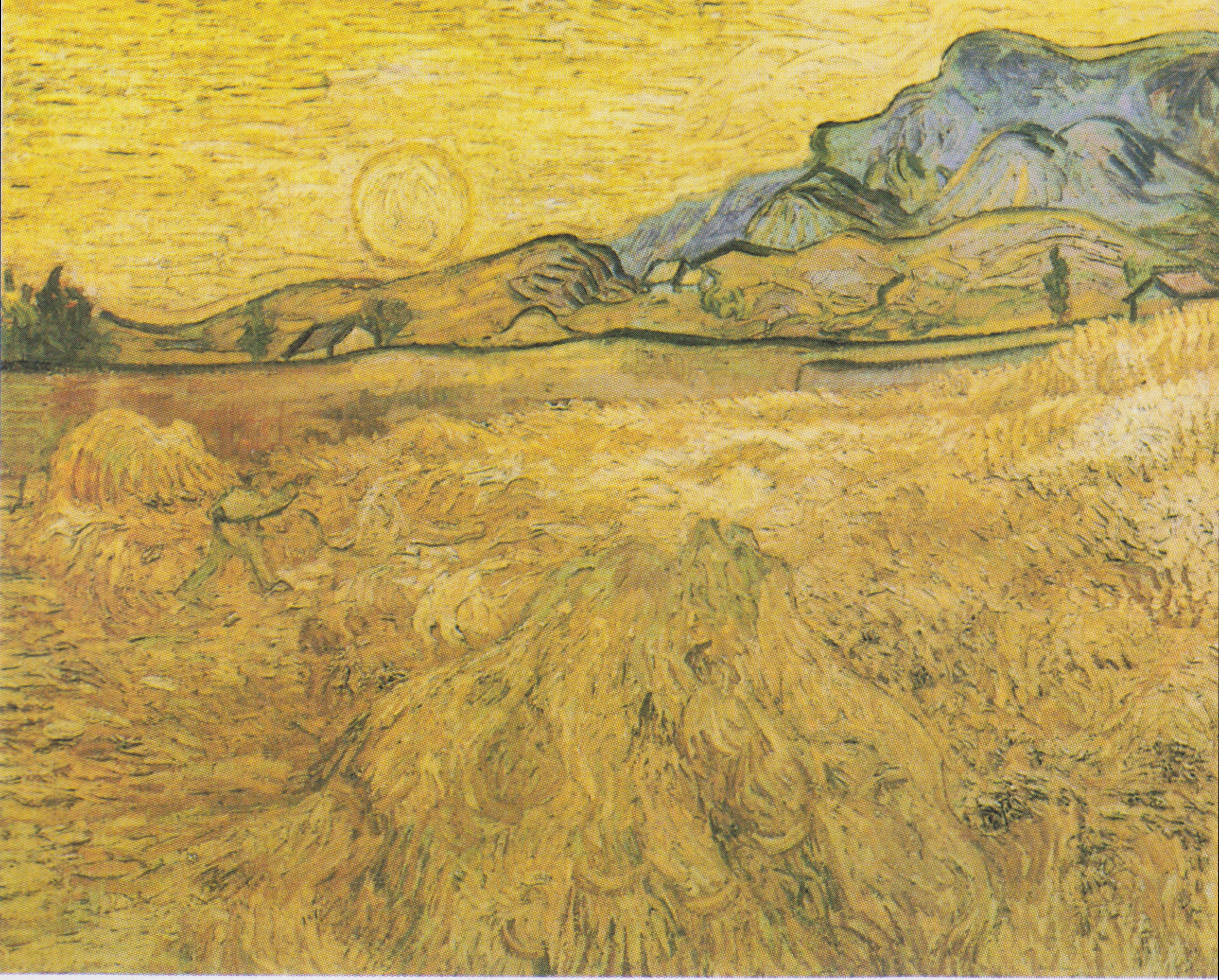
Wegbereiter der Moderne: Vincent van Gogh: Weizenfeld mit Schnitter bei aufgehender Sonne, 1889. Mit dem Gelb macht van Gogh seine subjektiven Gefühle sichtbar. Gelb ist bei ihm Symbol für Leben und Energie, wie auch für erdrückende Hitze.
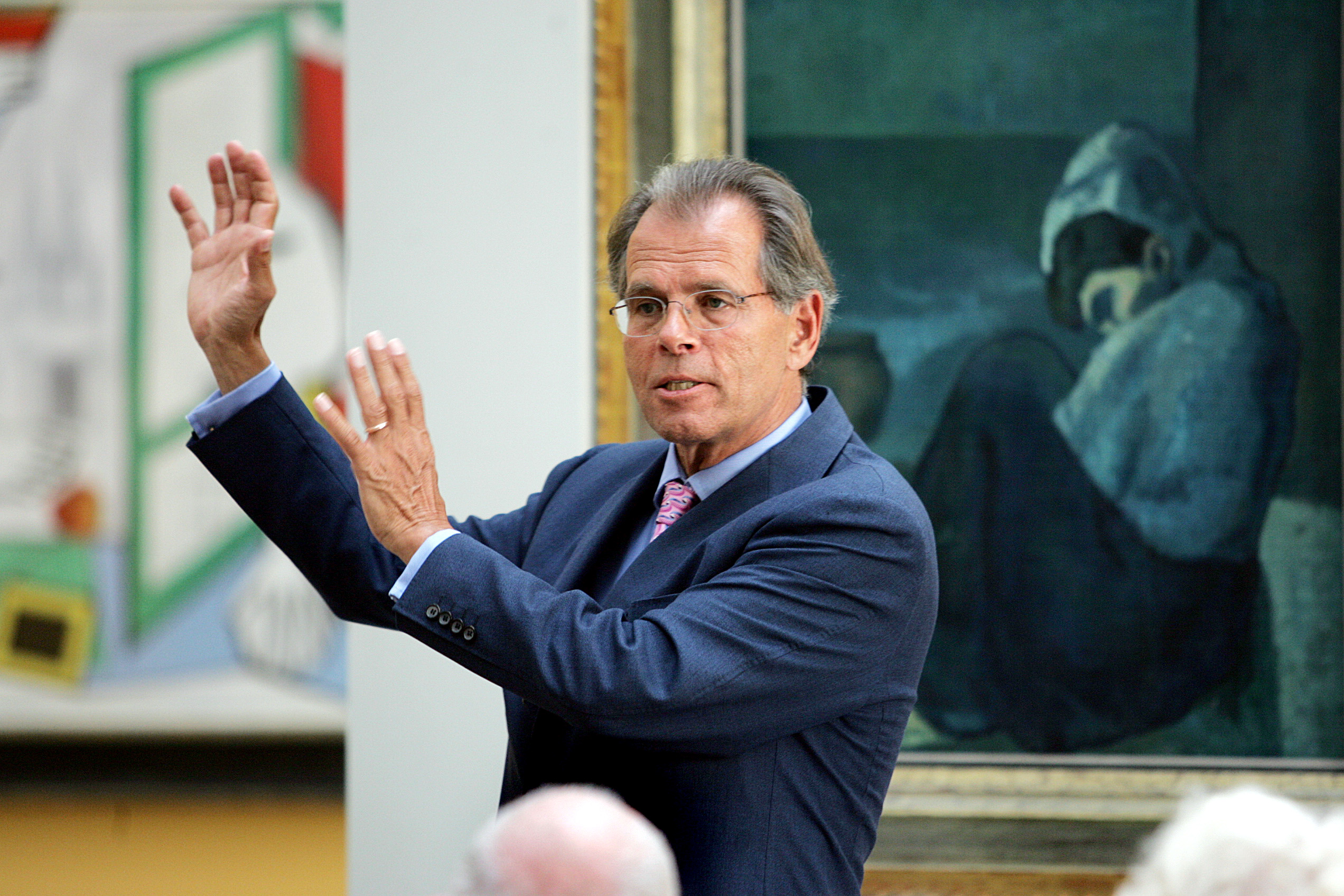
Expressionismus: Pablo Picasso: Kauernde Frau an der Mauer, 1902, im Hintergrund rechts. Das Blau verdeutlicht die Armut, ausweglose Situation, Kraftlosigkeit und das Elend der Frau.
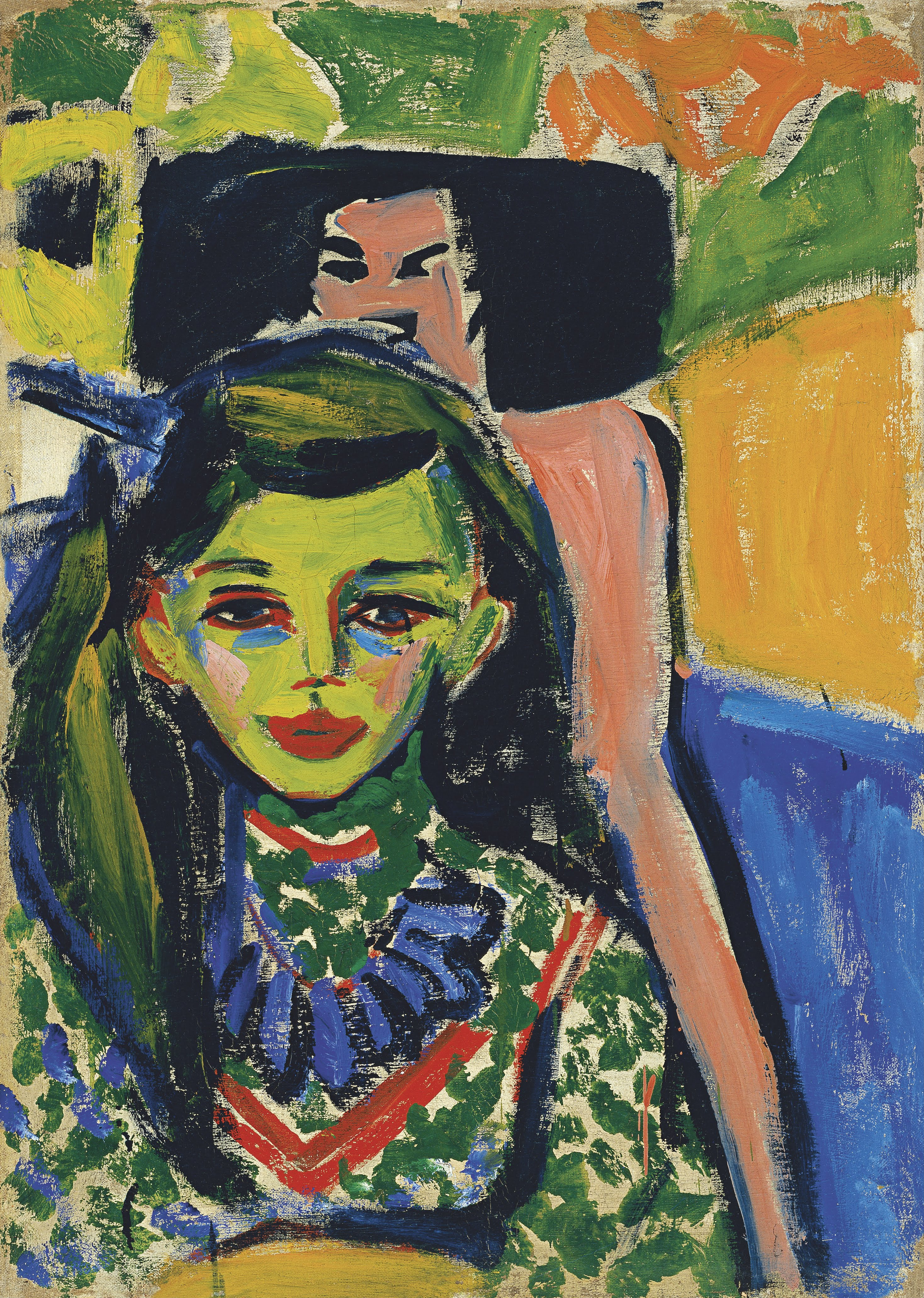
Expressionismus: Ernst Ludwig Kirchner: Fränzi vor geschnitztem Stuhl, 1910. Das grell-grüne Gesicht mit rot umrandeten Augen und grellrotem Mund verdeutlicht die selbstbewusste, stoische Ruhe des Mädchens und ihre ursprüngliche Vitalität.
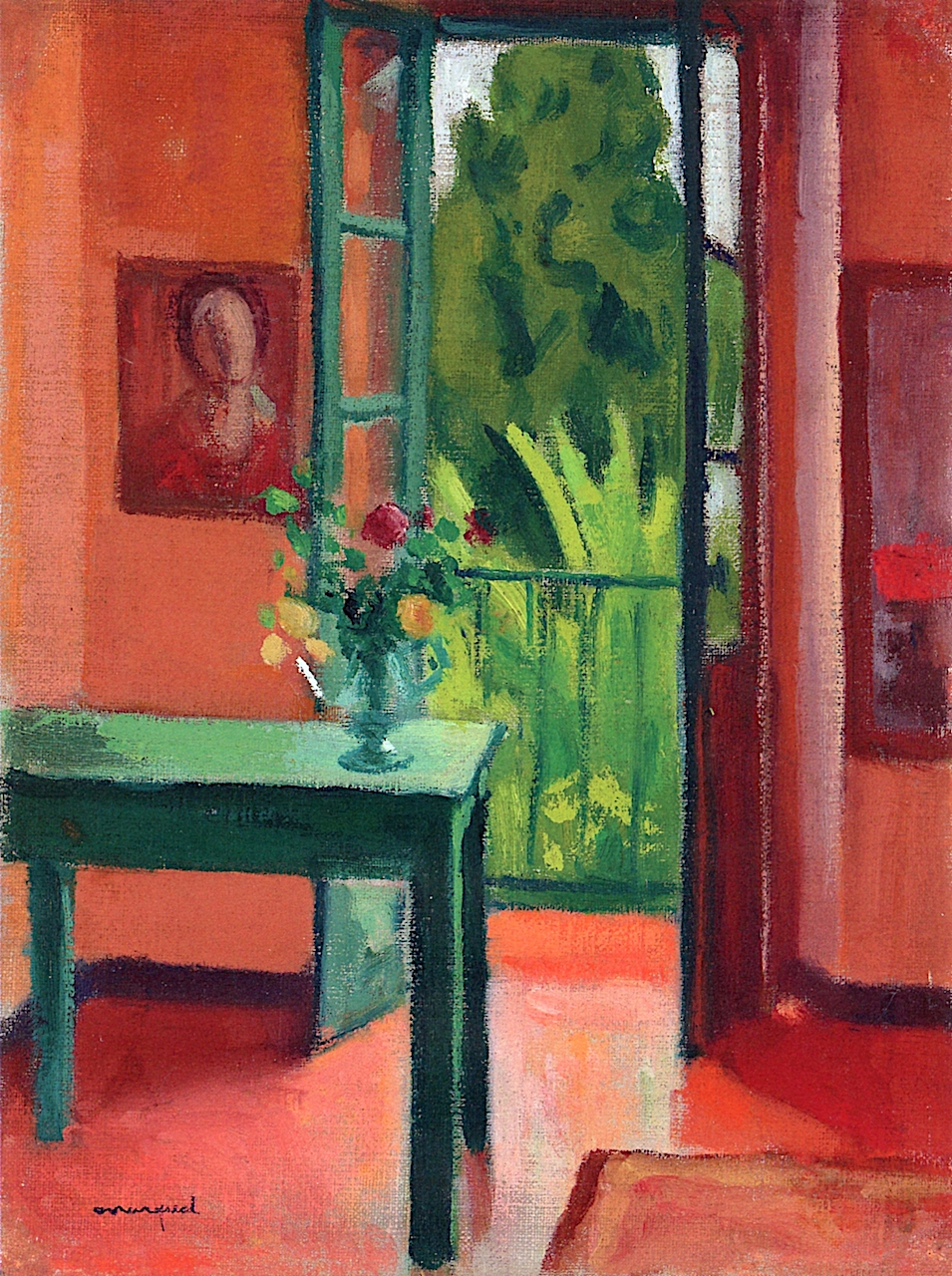
Fauvismus: Albert Marquet: Das rosa Zimmer, 1945. Der Komplementärkontrast verdeutlicht die Beziehung (Spannung / Verbindung) zwischen drinnen (im Haus) und draußen (unter freiem Himmel).

## 5. Absolute Farbe
Die absolute Farbe (auch autonome Farbe, eigenständige Farbe, Eigenwert der Farbe, Erlebnisfarbe) besitzt eine völlig eigenständige (selbstreferenzielle) Bedeutung. Sie kommt bei abstrakten Formen zum Einsatz ohne erkennbaren Bezug zu einem Gegenstand. Die Gemälde sollen bei den Betrachtenden freie Assoziationen, psychologische Erkenntnisse oder individuelle Gefühle auslösen.
Die absolute Farbe findet Verwendung in der modernen, ungegenständlichen Malerei, wie zum Beispiel Action Painting, Bauhaus, konkrete Kunst, Konstruktivismus und Op-Art.

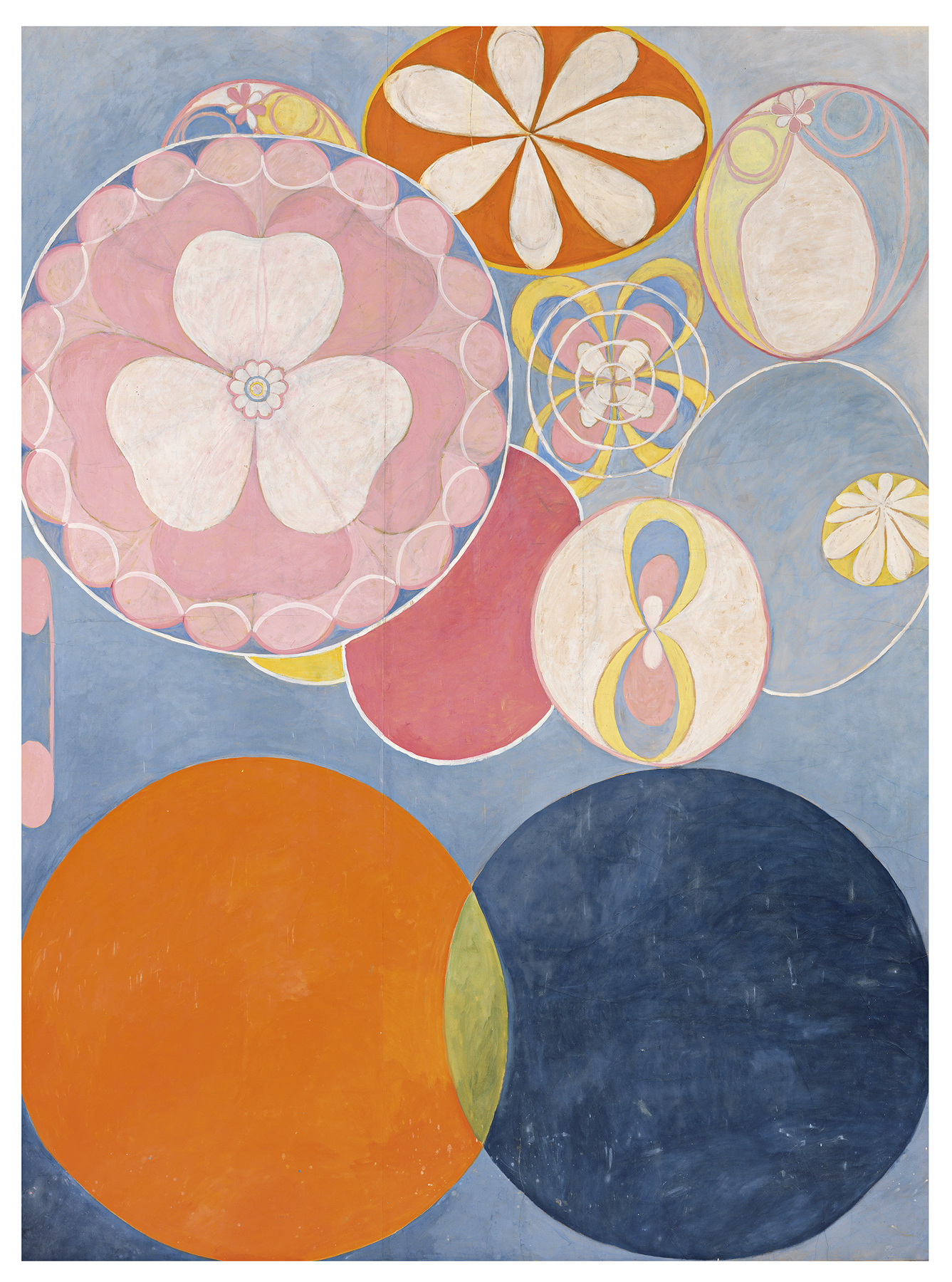
Hilma af Klint: The Ten Largest, No. 2, Childhood, 1907
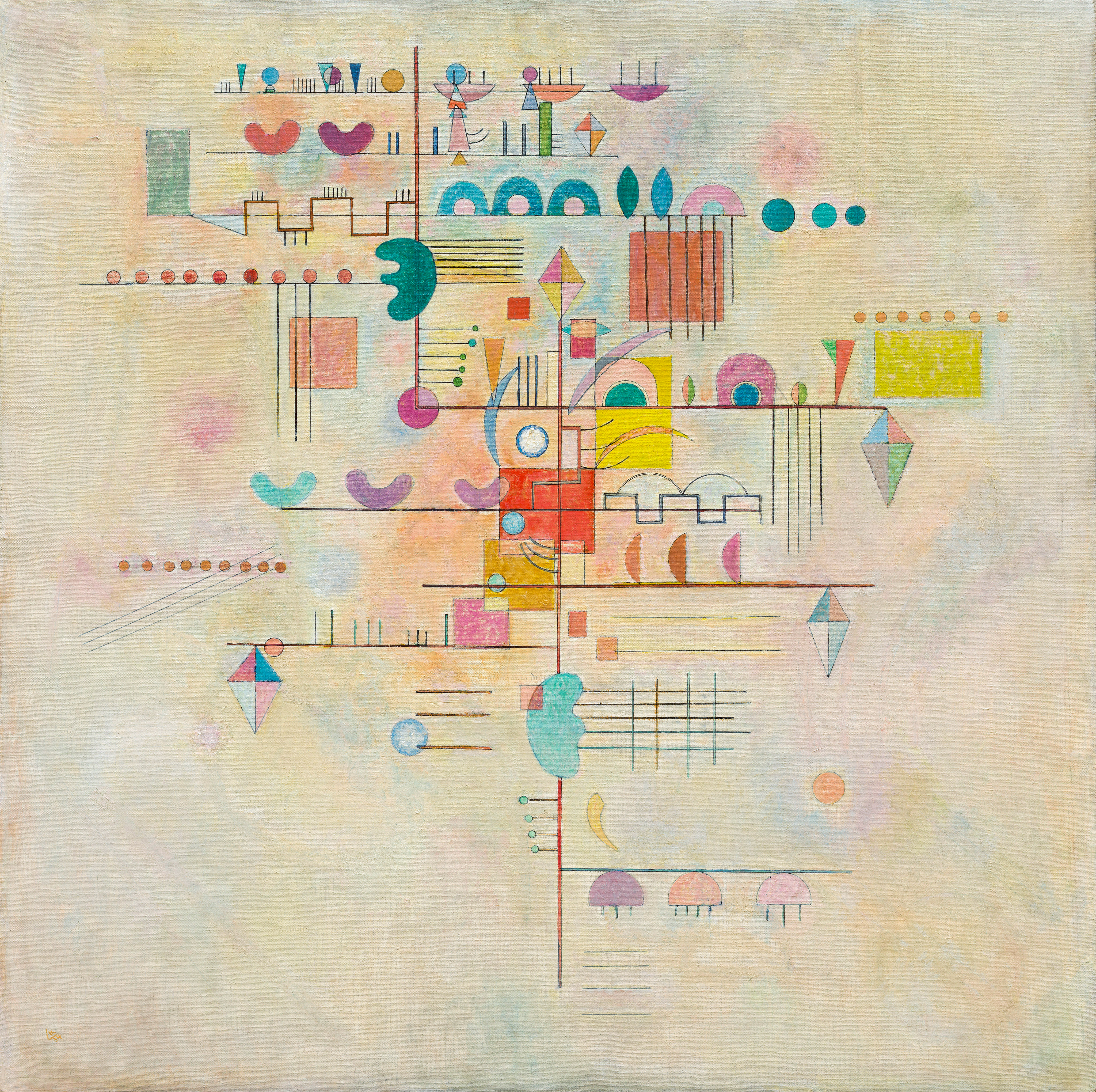
Wassily Kandinsky: Zarter Aufstieg, 1934.
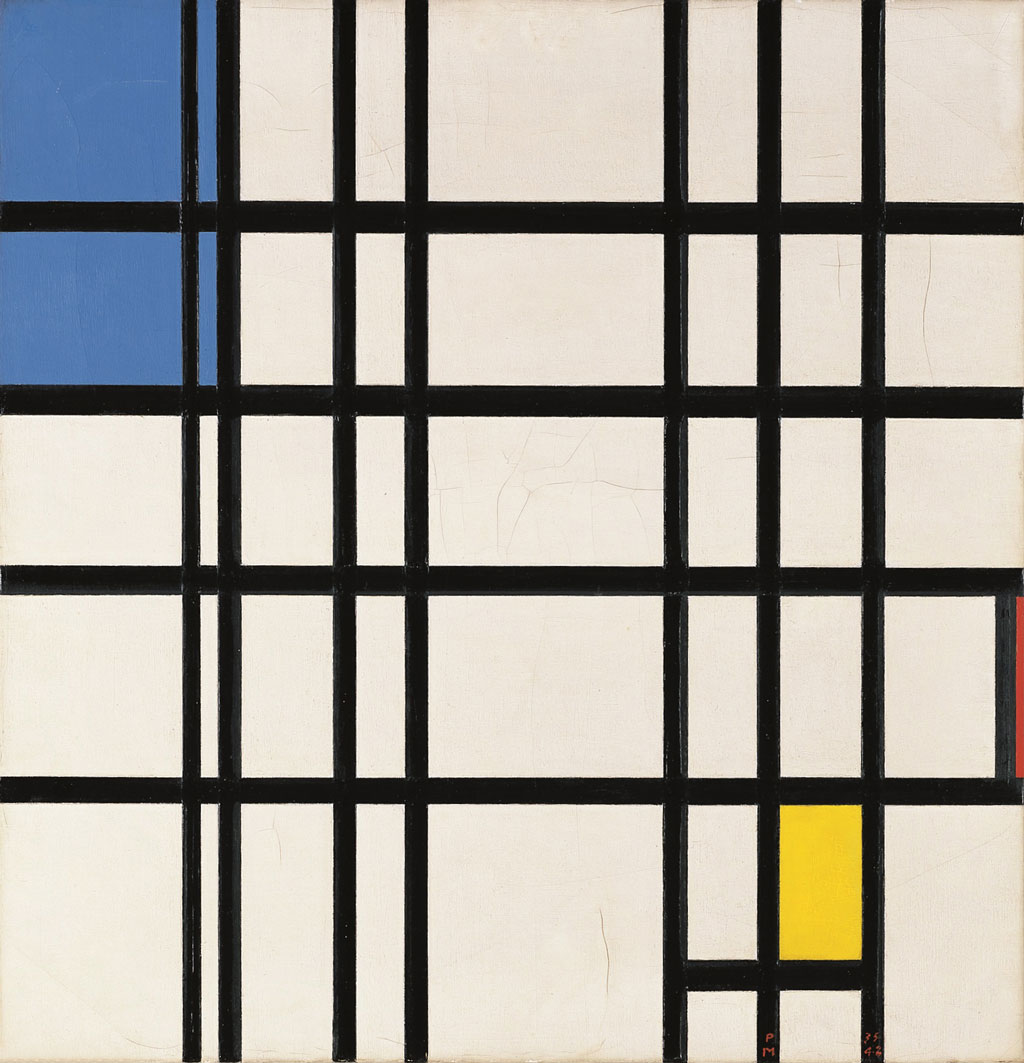
Piet Mondrian: Rhythmus aus geraden Linien, 1935/42.

## Uneindeutigkeit der Zuordnung

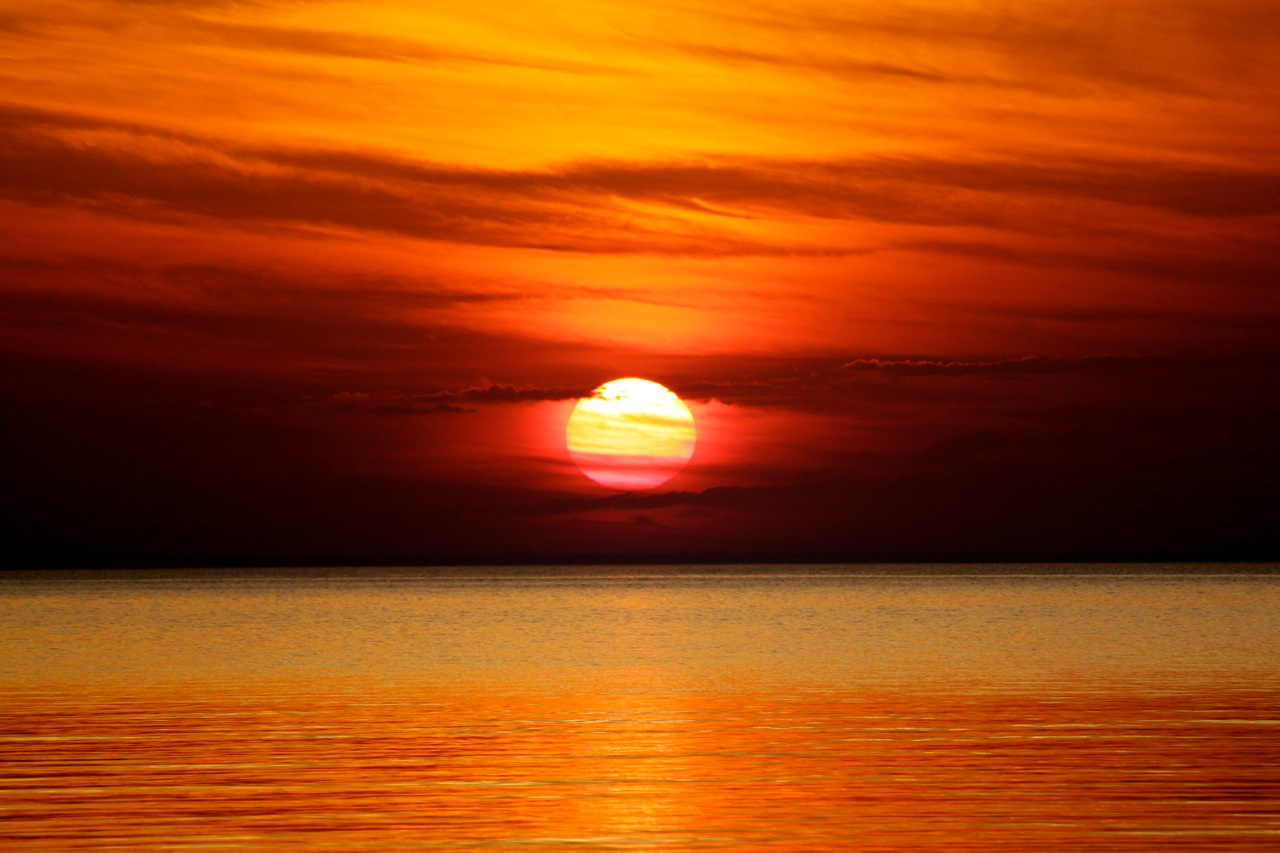
Fotografie eines Sonnenuntergangs.

Häufig lässt sich eine Farbe nicht eindeutig einer bestimmten Farbfunktion zuordnen. Das Rot eines Sonnenuntergangs beispielsweise gibt als Erscheinungsfarbe die rotgefärbte Abendlandschaft wieder. Gleichzeitig kann das Rot erhaben, warm und möglicherweise kitschig wirken und ist damit eine Ausdrucksfarbe. Zusätzlich steht das Rot als Symbolfarbe für Faszination, Lebensabend, Regeneration oder Spannung.